# Asyneuma filipes
Asyneuma filipes là loài thực vật có hoa trong họ Hoa chuông. Loài này được (Nábelek) Damboldt mô tả khoa học đầu tiên năm 1970.